# Кулешин, Илья Владимирович
Илья Владимирович Кулешин (род. 29 августа 2000, Юхнов, Калужская область) — российский футболист, левый защитник курского «Авангарда».

## Биография
Футболом начал заниматься в 8 лет, первый тренер Юрий Павлов. Воспитанник ДЮСШ «Арсенал» Тула. В сезоне 2020/21 сыграл 28 матчей, забил три гола за фарм-клуб «Арсенала» «Химик-Арсенал» в первенстве ПФЛ. В сезоне 2021/22 провёл 20 матчей, забил два гола за «Арсенал-2» в ФНЛ-2. 21 мая 2020 года дебютировал в РПЛ, отыграв полный матч последнего тура против «Урала» (1:2)